# Rabi-Ribi
Rabi-Ribi (Tiếng Trung: 拉比哩比, Tiếng Nhật: ラビリビ) là một trò chơi hành động cuộn cảnh 2D do nhà phát triển Hồng Kông GemaYue và Studio CreSpirit Đài Loan cùng nhau chế tác. Nó được phát hành vào ngày 29 tháng 1 năm 2016 trên nền tảng Windows qua cửa hàng Steam, trên PlayStation 4 vào tháng 9 năm 2017, và trên PlayStation Vita vào tháng 10 cùng năm. Bản Nintendo Switch được phát hành vào ngày 17 tháng 10 năm 2019.
Nhân vật chính Erina vốn là một con thỏ bình thường đang sống cuộc sống bình thường, cho đến ngày nọ khi tỉnh lại thì phát hiện mình ở một nơi lạ lẫm, và bản thân lại bị biến thành một cô gái thỏ người. Trên đường cô bắt gặp một tiểu yêu tinh có tên là Ribbon, với sự trợ giúp của yêu tinh đấy, cô đã bước vào chuyến phiêu lưu tìm lại mái ấm của mình.

## Lối chơi

Hình chiến đấu boss, người chơi phải không ngừng né tránh các đòn đánh màn đạn do boss bắn ra.

Rabi-Ribi là một trò chơi Metroidvania có phong cách vẽ pixel 2D. Người chơi vào vai một cô gái thỏ Erina, với sự đồng hành của tiểu yêu tinh Ribbon, họ cùng nhau mở ra một chuyến phiêu lưu. Thiết kế trò chơi là một bản đồ phi tuyến tính rộng lớn, gồm có 9 khu vực cỡ lớn, người chơi có thể tự do khám phá các khu vực khác nhau. Nhưng ở ban đầu trò chơi thì không có cách nào trực tiếp đi vào những khu vực đặc thù được, người chơi trước tiên phải lấy được những công cụ hoặc kỹ năng đặc thù trong quá trình chơi thì mới có thể thông qua, như năng lực "nhảy hai đoạn" (double jump), "trượt" (slide), v.v. Trong cảnh game cũng chứa không ít vật phẩm ẩn giấu, sau khi người chơi nắm giữ các kỹ năng đặc thù thì có thể lấy được chúng, đem lại cho người chơi động lực khám phá và giải đố lặp lại.
Về mặt chiến đấu, phương thức chiến đấu của nhân vật chính Erina là cận chiến, tay cô cầm một chiếc búa đồ chơi làm vũ khí, trong quá trình chơi thì cô cũng có cơ hội được học các kỹ xảo tấn công combo cao cấp. Tiểu yêu tinh Ribbon thì phụ trách tấn công tầm xa, ví dụ sau một khoảng thời gian tụ khí thì có thể thi triển đòn bắn chùm sáng hướng ngang. Trong trò chơi còn có các loại công cụ dùng để cường hóa phương thức cận chiến hoặc tấn công tầm xa. Trong quá trình chơi có rất nhiều trận đấu boss, Những trận đấu boss này chủ yếu là mô thức xạ kích màn đạn, các boss sẽ không ngừng tung ra màn đạn lượng lớn, người chơi phải cẩn thận né tránh nhằm khỏi bị thương.
Trò chơi cung cấp năm loại độ khó trở lên để cho người chơi tự do lựa chọn, ví dụ ở độ khó đơn giản thì người chơi hầu như sẽ không bị thương, nhằm để những người chơi ở các trình độ khác nhau đều có thể tìm được độ khó thích hợp với mình. Ngoài ra, còn có chế độ Boss Rush để người chơi có thể đơn thuần chỉ khiêu chiến đấu boss, và chế độ Speedrun thuận tiện giúp người chơi thách thức phá đảo game nhanh chóng.

## Phát triển và phát hành
Tác giả GemaYue của Rabi-Ribi là một nhà phát triển người Hồng Kông, vốn là một kỹ sư hệ thống, về sau vì đam mê mà chuyển sang lĩnh vực phát triển game. Rabi-Ribi là tác phẩm game đầu tay của GemaYue, niềm cảm hứng để lựa chọn lấy cô gái thỏ làm nhân vật chính thì bắt nguồn từ một trò chơi nền tảng SEGA Saturn mà thuở nhỏ ông từng chơi, game đó có nhân vật chính là một cô gái thỏ, nên nhân vật chính của game này cũng là một cô gái thỏ tay cầm búa đồ chơi. Về phương diện thiết kế hành động cuộn cảnh thì chịu ảnh hưởng từ các tác phẩm như series Mega Man Zero, series Metroid, series Castlevania, v.v. Về phương diện xạ kích màn đạn thì chịu ảnh hưởng từ các tác phẩm như series Gradius, series Darius, R-Type, Touhou Project, v.v. Ngoài ra, indie game VVVVVV cũng là một trong những tác phẩm ưa thích của GemaYue.
Đầu năm 2014, GemaYue bắt đầu quá trình phát triển Rabi-Ribi. Ngày 15 tháng 8 năm 2015, GemaYue để cho người chơi tải xuống bản chơi thử sớm của trò chơi này, đồng thời quảng bá trò chơi qua Steam Greenlight, và trong vòng một tuần đã được thông qua. Ngoài ra ông cũng triển khai hoạt động gây quỹ tại trang web Indiegogo, mục tiêu gây quỹ là 20 nghìn đô-la, nhưng cho đến lúc hết 10 tháng hoạt động thì chỉ gây quỹ được 10 nghìn đô-la, và không đạt mục tiêu. Tháng 11 năm 2015, GemaYue gia nhập Studio CreSpirit Đài Loan, trở thành thiết kế-lập trình viên của nhóm, rồi cùng phát triển trò chơi với studio. GemaYue phụ trách chủ yếu các hạng mục như thiết kế lối chơi, thiết kế nhân vật, vẽ pixel 2D, biên soạn chương trình, v.v., còn tachi-e nhân vật và tranh vẽ CG thì do Saiste phụ trách, minh họa nhân vật chibi do Waero phụ trách. Ngày 29 tháng 1 năm 2016, trò chơi chính thức rao bán trên cửa hàng Steam, do hãng phát hành Sekai Project Hoa Kỳ phụ trách nghiệp vụ phát hành bản Steam.
Tháng 9 năm 2017, bản PlayStation 4 và PlayStation Vita được rao bán tại khu vực châu Âu, tháng 10 cùng năm rao bán ở khu vực bắc Mỹ. Ngày 18 tháng 5 năm 2018, bản PS4 chính thức được rao bán tại khu vực châu Á. Ngày 8 tháng 1 năm 2018, chính thức tuyên bố sẽ cho ra bản Nintendo Switch. Tháng 9 năm 2019, ngày rao bán bản Switch được xác định là ngày 17 tháng 10 năm 2019.

## Đánh giá
Sau khi trò chơi được phát hành, nó đã nhận được nhiều khen ngợi rộng rãi, trên website Metacritic, bản PS4 đã giành được điểm số truyền thông trung bình là 80/100.
GameGrin đã dành cho trò chơi đánh giá 8.5/10. Nhiều nhà phê bình cho rằng thoạt nhìn trò chơi trông như một chuyến phiêu lưu nhẹ nhàng của những động vật chibi bé nhỏ, nhưng kỳ thực lại là một địa ngục màn đạn điên cuồng. Mặc dù tình tiết câu chuyện và khắc họa nhân vật khá yếu, nhưng nội dung trò chơi vững chắc và trải nghiệm chiến đấu kích thích thì vẫn đáng để thử.
PlayStation LifeStyle dành cho trò chơi đánh giá 8/10. Các nhà phê bình cho rằng game này là một trò chơi Metroidvania thú vị, mang lại bản đồ rộng lớn và vật phẩm thu thập phong phú, khơi gợi ham muốn khám phá của người chơi; trong game cũng mang đến nhiều mục chọn độ khó khác nhau, để những người chơi không giỏi game hành động cũng có thể chơi được vui vẻ; các nhân vật dễ thương và hình ảnh pixel tươi đẹp cũng là một sức thu hút lớn. Song trái lại, âm nhạc và tình tiết thì tỏ ra nhạt nhẽo không ly kỳ.